# Гандиль, Жорж
Жорж Луи́ Ганди́ль (фр. Georges Louis Gandil; 18 мая 1926, Брюникель — 24 октября 1999, там же) — французский гребец-каноист, выступал за сборную Франции в конце 1940-х годов. Дважды бронзовый призёр летних Олимпийских игр в Лондоне, победитель регат национального и международного значения.

## Биография
Жорж Гандиль родился 18 мая 1926 года в коммуне Брюникель, департамент Тарн и Гаронна.
Первого серьёзного успеха на взрослом международном уровне добился в 1948 году, когда попал в основной состав французской национальной сборной и благодаря череде удачных выступлений удостоился права защищать честь страны на летних Олимпийских играх в Лондоне. Вместе с напарником Жоржем Дрансаром участвовал здесь в зачёте двухместных каноэ на дистанциях 1000 и 10 000 метров — в обеих этих дисциплинах финишировал в финале третьим и завоевал тем самым бронзовые медали.
Тем не менее, впоследствии ему не удалось добиться сколько-нибудь значимых результатов, через какое-то время после лондонской Олимпиады он принял решение завершить карьеру профессионального спортсмена, уступив место в сборной молодым французским гребцам.
Умер 24 октября 1999 года в своей родной коммуне Брюникель.